# John James Heidegger
John James Heidegger, (Johann Jacob) (Zurigo, 19 giugno 1666 – Richmond upon Thames, 5 settembre 1749), è stato un impresario teatrale svizzero di masquerade ed opere nella prima parte del XVIII secolo.

## Biografia
Figlio del pastore Johann Heinrich Heidegger, di Zurigo, Johann Jacob Heidegger arrivò in Inghilterra nel 1708 come un mediatore svizzero. Non riuscì nella sua impresa e fu coinvolto in difficoltà finanziarie. Così entrò come soldato nelle Guardie e poi divenne influente nella gestione dell'opera. Nel 1709 fece cinquecento ghinee fornendo uno spettacolo per l'opera Tomiri regina di Scizia di Motteux.
Dal 1710 in poi, come parte di un nuovo spettacolo commerciale pubblico, promosse i masque all'Haymarket Theatre. Il mondo della moda di Londra era entusiasta e chiamava Heidegger il conte svizzero. Anche se i moralisti protestavano e i sacerdoti predicavano contro tali attività, il fenomeno carnevalesco diventò una tendenza in tutta la Londra del XVIII secolo. Nel 1724, William Hogarth pubblicò una satira su Heidegger nella sua stampa, masque e Opera. A quel punto, i masque avevano una uguale reputazione, in parte per la loro grande popolarità e in parte per le influenze immorali. In effetti, gran parte della popolarità risultava dall'aura di pericolo sessuale e di mistero, come pure le donne di piacere erano costantemente presenti.
Nel 1727, durante l'incoronazione di re Giorgio II a Westminster Hall, fornì uno spettacolo di illuminazione con 1800 candele che si accesero in meno di tre minuti. Aveva usato un connettore infiammabile che correva da candela a candela. Secondo il poeta Thomas Gray, la regina e le sue dame "erano non poco terrorizzate" quando le cordelle di lino sono state incendiate e le fiamme correvano rapidamente da candela a candela. Il lino che si spegneva è sceso in grandi fiocchi sul capo di coloro che stavano al di sotto, ma, per fortuna, non ha fatto nulla di male.
Nel 1728 Heidegger fu chiamato a curare con il suo potente soffio le opere, che già prosperavano. Nel 1729 Händel e Heidegger furono autorizzati a produrre opere al Teatro del re da parte della Royal Academy di Londra. "Sono nato," disse Heidegger stesso, "uno svizzero, e venuto in Inghilterra, senza un soldo, dove ho trovato il modo per guadagnare 5 000 l'anno e di spenderlo. Ora sfido il più abile inglese ad andare in Svizzera e ottenere o spendere là lo stesso guadagno."
Nel 1738 Heidegger si spostò dalla capitale di Londra, fino alla sua morte nel 1749, nella vicina città di Richmond upon Thames, dove c'è ancora una targa in ricordo di Heidegger del 1910 in una casa del Maids of Honour Row: "Stanze decorate con tutti i tipi di paesaggi svizzeri".
In Shepherd's Bush, Richmond upon Thames, oggi Londra, c'è un tratto di strada "Heidegger Crescent", dal nome del famoso ex residente.